# 2494 Inge
A 2494 Inge (ideiglenes jelöléssel 1981 LF) a Naprendszer kisbolygóövében található aszteroida. Edward Bowell fedezte fel 1981. június 4-én.